# Црква Светог великомученика Ђорђа у Славонском Броду (1780—1941)
Црква Светог великомученика Ђорђа у Славонском Броду бивши је српски православни храм у пакрачко-славонском владичанству.

## Историја
1780. саграђена је православна црква у Броду на Сави (данас Славонски Брод) и посвећена је Светом Ђорђу. Једни од значајнијих ктитора су били и Димовићи, имућна цинцарска породица, чији су чланови изградили и цркву у Клокочевику и капелу Свете Петке у Растушју. Први парох је био Василије Косић. По другим наводима, црква је саграђена 1801. године. Налазила се у бившој Караџићевој улици (данашњој Андрије Штампара), а данас је иста локација преко пута пијаце и поред градске болнице. У њој је као беба крштен српски пјесник Бранко Радичевић, дан након рођења. Кум му је био Јанко Божић, бродски грађанин.
У самој цркви није било старих натписа, али поред цркве су била два гроба двојице бродских свештеника, с плочама на којима је написано: 1. Еде почивајет раб Божи Хаџи Вресто Боровић, житељ Бродски, рожден у Мацедонији, вароши Москопоље поживе лет: 60 престависја Аугуста 28 лета 1786. У Броду. 2. Еде почивает раб Божи Санко Димовић, житељ Бродски, рождени во Мацедонији, вароши Москопоље, поживи 70 лет, престависја лета 1787. јануара 19.  Плоче су сачуване и ограђене ниском оградом, а око њих је данас паркинг за ауте.
- Два гробна мјеста православних свештеника из 18. вијека. Налазила су се поред цркве, која је срушена у доба НДХ. Сачувани су на свом мјесту и данас је около, на мјесту некадашег храма и црквене порте, паркинг за ауте.
- Гробна спомен плоча двојици православних свештеника из Славонског Брода, 18. вијек. Обојици је родно мјесто Москопоље, по натпису, тада у Македонији, а данас у Албанији.
- Гроб православног свештеника хаџи Вресте Боровића. Рођен је у Македонији у вароши Москопоље. Живио је 60 година, а умро је 28. августа 1786. године.
- Гроб православног свештеника Саика Димовића. Рођен је у Македонији у вароши Москопоље. Живио је 70 година, а умро је 19. јануара 1787. године.

У другој половини августа 1883. године сарајевски митрополит Сава Косановић је након освећења манастира Моштанице 15. августа 1883., имао канонске посјете и другим мјестима (Приједор, Бањалука, Градишка). Лађом је даље пловио Савом. На поласку из Градишке пуцале су прангије са обје стране ријеке Саве и народ му је клицао. У Славонском Броду, српска православна опћина бјеше окитила цркву, домове и мост са тробојницама, а под мостом смјестила музику за дочек. Због таквих дочека и одушевљења српског православног народа својим владиком, митрополит је при повратку у Сарајево имао проблема са Бенјамином Калајем.
Српско црквено пјевачко друштво у Броду је основано 1889. Задатак му је било да подиже српско црквено и свјетовно пјевање и да приређује друштвене забаве. Члан друштва је могао бити само Србин и Српкиња православне вјере, али су диригенти често били и католици. Застава друштва у Броду је била из српских народних боја. На десној страни заставе лик Светог Саве, а на лијевој гусле с натписом Српско црквено-певачко друштво у Броду. Печат друштва је у средини имао урезане гусле, а около натпис с именом друштва. У случају да друштво престане постојати, сва имовина је имала приспасти Српској православној црквеној опћини. Правила су писана ћирилицом, екавицом и представљала су законити оквир за рад Друштва.
Дана 29. октобра 1918. свечаном службом Божијом захвалницом, у фрањевачком самостану у Броду на Сави, прослављена је, како је у љетопису самостана наведено, самосталност Хрватске. Бродске католичке госпође, на челу са госпођом Брлић, замолиле су оца гвардијана, да се та свечаност обави у цркви самостана, а тај дан црква је била украшена зеленим вијенцима и заставама државе Хрвата, Срба и Словенаца. Из те цркве ишло се до православне цркве на Благодарење.
1923. године, православни свештеник у овој цркви био је Љубо Теодоровић, који је био један од учесника прославе 200. годишњице градње фрањевачког самостана у Броду на Сави, 25. маја 1923.
- Православни свештеник (у средини) Љубо Теодоровић, 25. маја 1923.
- У средини православни свештеник из Брода на Сави, Љубо Теодоровић.

Црква је од усташа срушена у доба НДХ, 1941. године и никада није на истом мјесту поново грађена. Остала су само два надгробна споменика двојице свештеника из 18. вијека. Данас су ти гробови ограђени ниском оградом, а око гробова је паркинг за аутомобиле. У истој улици, неколико десетина метара сјеверније, са друге стране градске болнице, крајем 80-их година 20. вијека, Срби су поново изградили цркву Светог Ђорђа, али је и она срушена 1991. године. На темељима друге цркве, у 21. вијеку, малобројни преостали Срби граде трећу цркву, која више није посвећена Светом Ђорђу, него српском православном свештеномученику Ђорђу Богићу, убијеном од усташа у доба НДХ.